# ولادیمیر ایسایچف
ولادیمیر ایسایچف (روسی: Владимир Евгеньевич Исайчев؛ زادهٔ ۲۱ آوریل ۱۹۸۶) دوچرخه‌سوار اهل روسیه است.
از باشگاه‌هایی که در آن بازی کرده‌است می‌توان به تیم کاتیوشا–آلپتسین اشاره کرد.